# Oberhaag
Oberhaag är en ort och kommun i Österrike. Den ligger i distriktet Leibnitz i förbundslandet Steiermark. Kommunen gränsar i söder mot Slovenien.
Kommunen består av sju orter (Ortschaften) (inom parentes invånarantal 1 januari 2024):

- Altenbach (172)
- Hardegg (155)
- Kitzelsdorf (212)
- Krast (209)
- Lieschen (361)
- Obergreith (269)
- Oberhaag (658)